# Cessna 310 / 320
El Cessna 310 fue el primer avión bimotor de Cessna fabricado tras la Segunda Guerra Mundial.
El 310 voló por primera vez el 3 de enero de 1953, iniciándose las entregas en 1954. Con los motores gemelos nacía una línea de aeronaves modernas y elegantes con innovadoras características, como motores con tubo de escape aumentador de empuje o el almacenamiento de todo el combustible en depósitos de punta alar. En 1964, el sistema de escape del motor fue modificado para que fluyera bajo el ala en lugar de emplear los tubos aumentadores, considerados demasiado ruidosos.

## Desarrollo

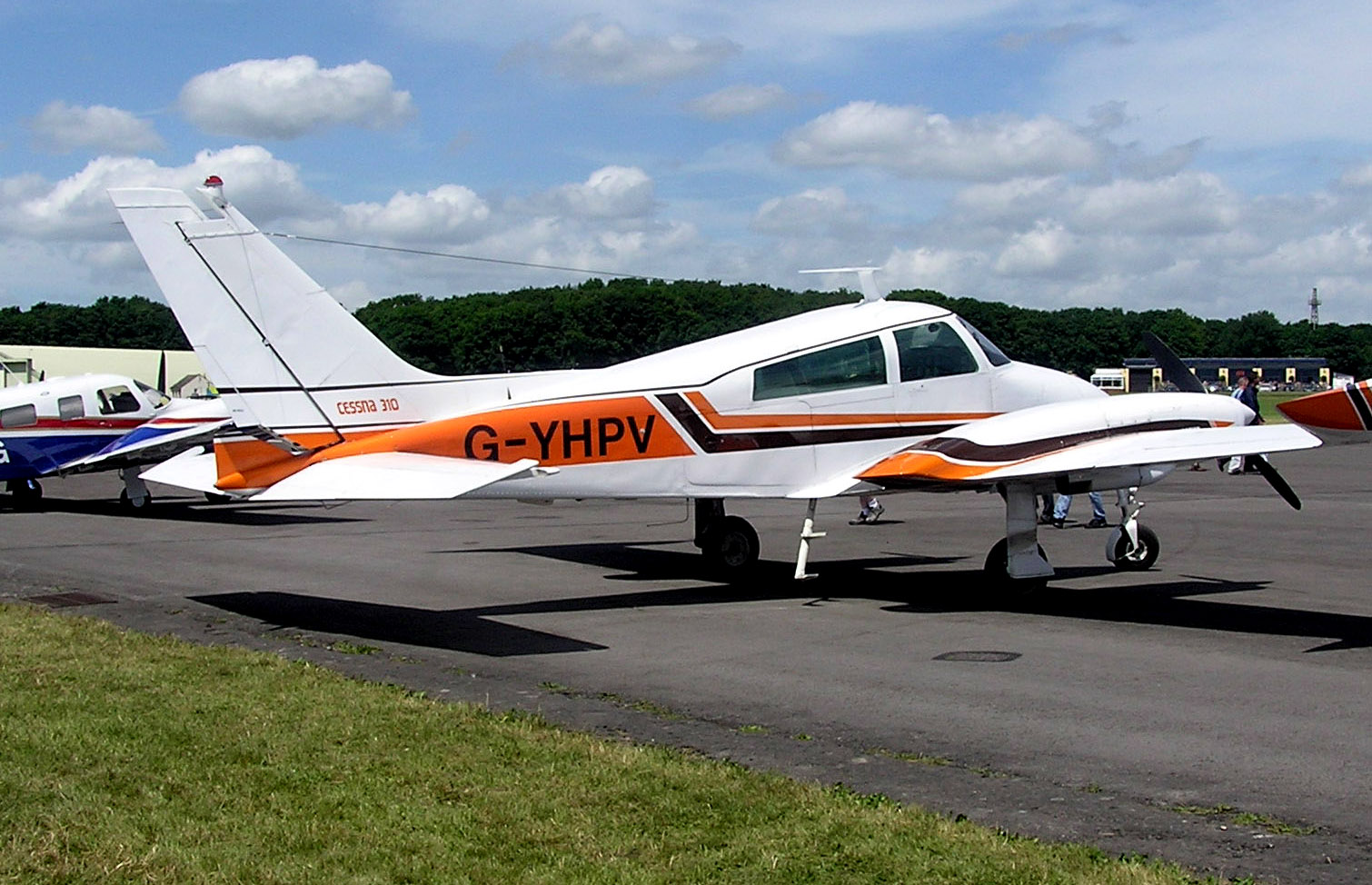
Cessna 310N de 1968.

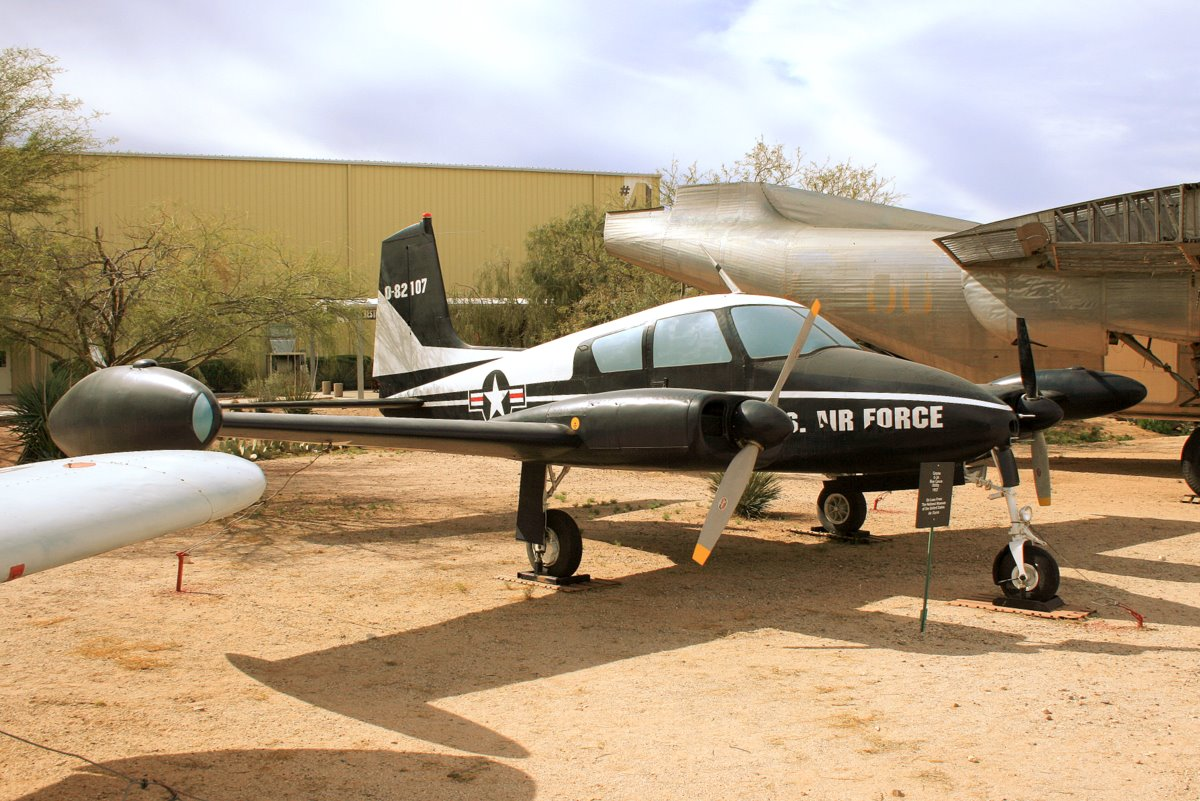
Un U-3A ex-USAF en exhibición en el Pima Air & Space Museum en Tucson, Arizona.

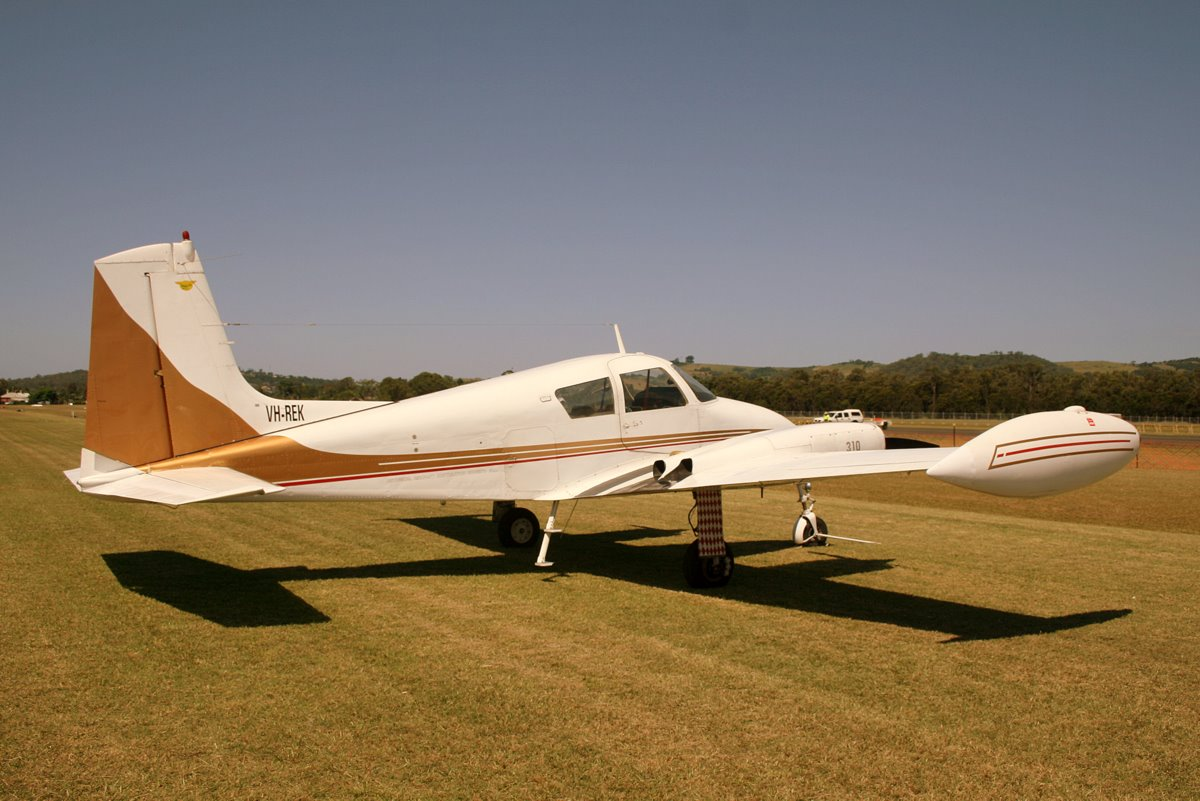
Cessna 310B de 1957, con cola recta y sistema de escape "aumentador" sobre el ala.

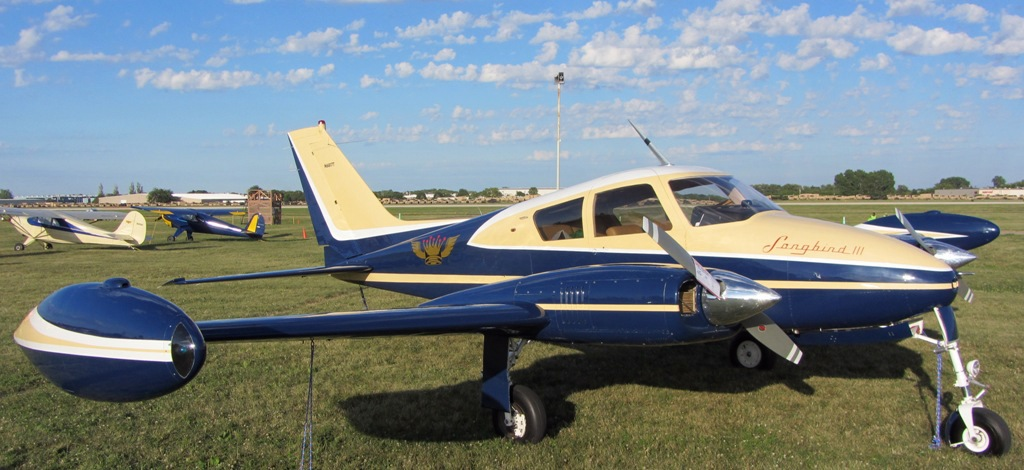
Cessna 310D con morro redondeado inicial, estabilizador vertical en flecha y depósitos de combustible de punta alar de tipo "atún".

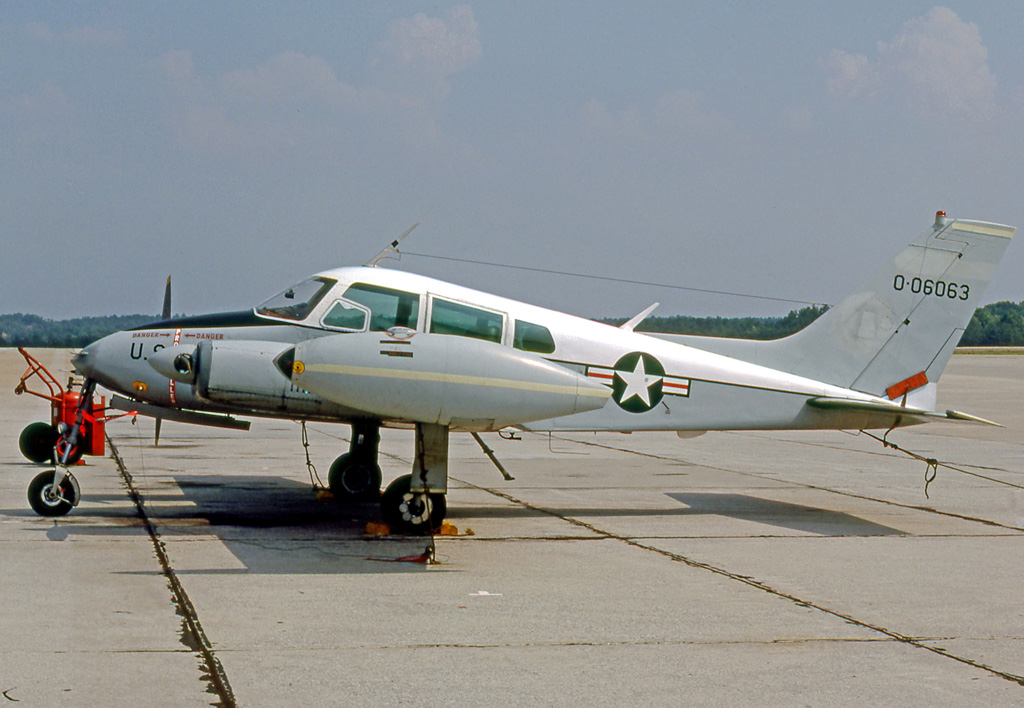
Avión de comunicaciones U-3B Blue Canoe del Ejército estadounidense entregado en 1961.

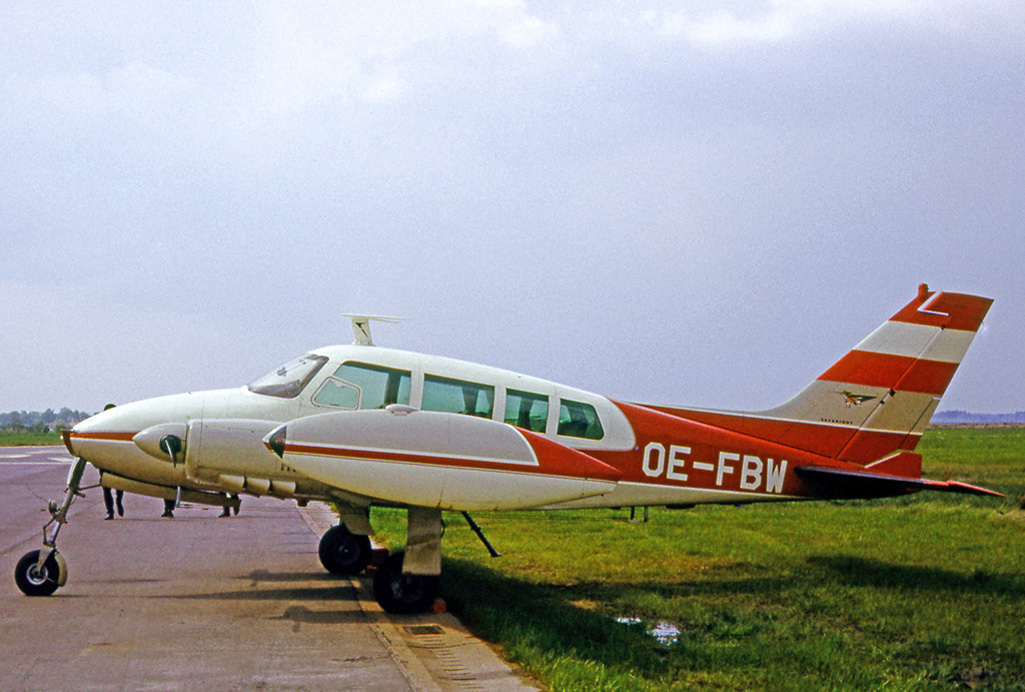
Cessna 320 Skyknight de registro austríaco en el Hanover Air Show de 1966, exhibiendo la cuarte ventana lateral de este modelo.

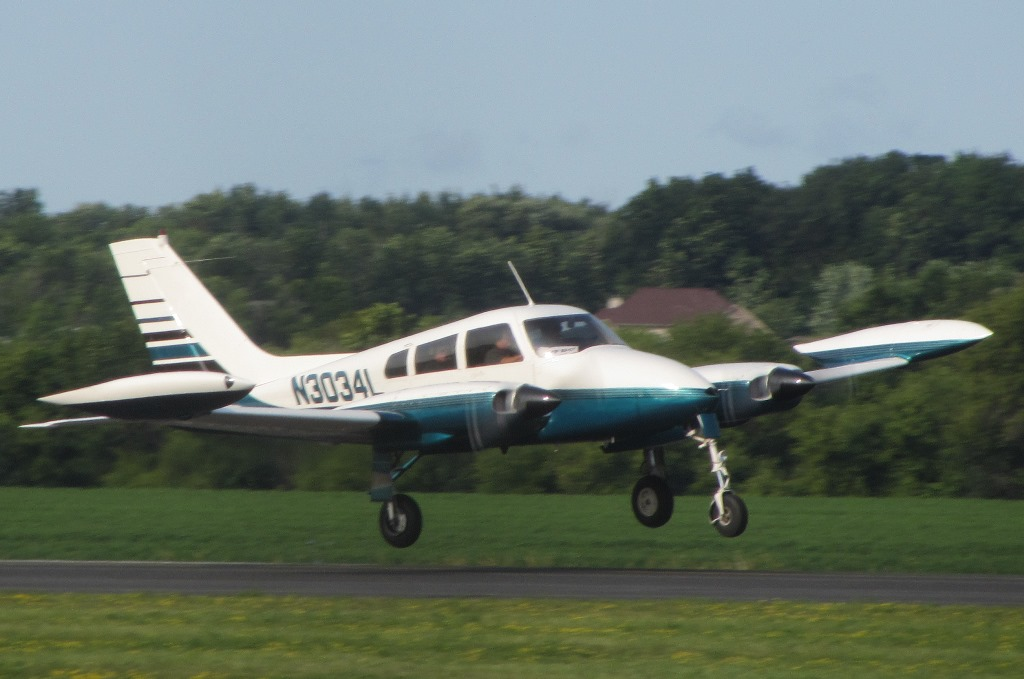
Cessna 310J.

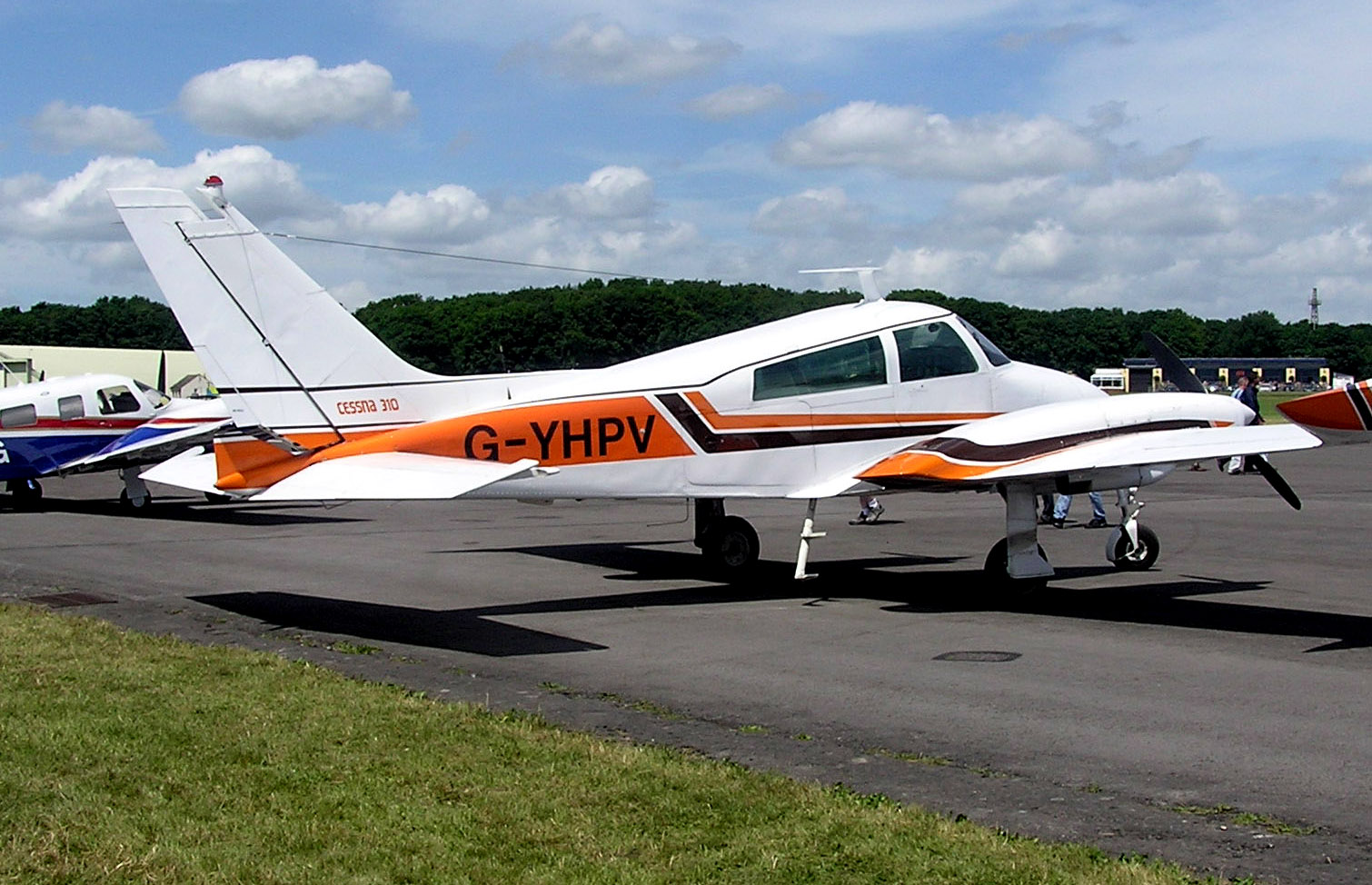
Cessna 310N de 1968, con sistema de escape subalar y exhibiendo el compartimiento de equipaje en góndola motora introducido con el 310I.

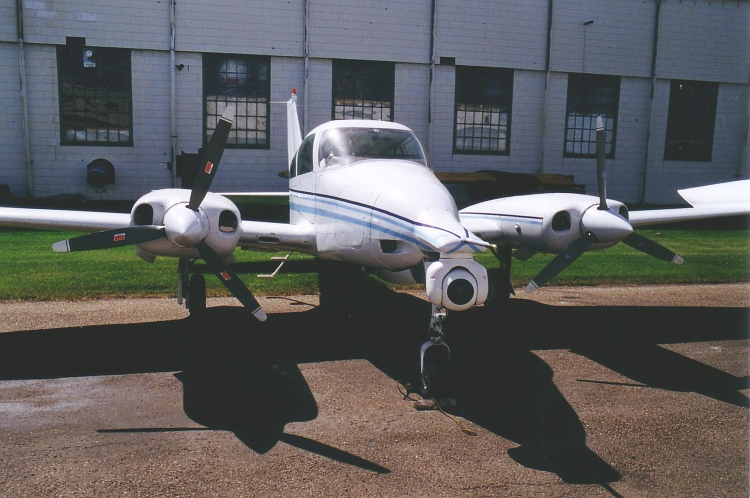
Cessna T310P equipado con sistema de detección IR montado en el morro para la detección de incendios forestales.

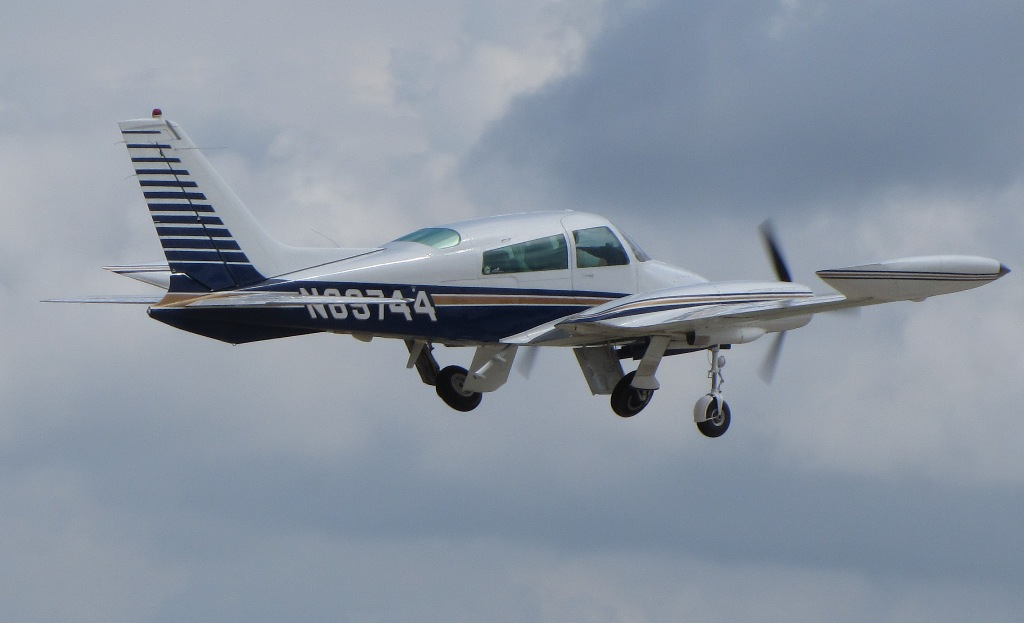
Cessna 310Q con ventana trasera de claraboya.

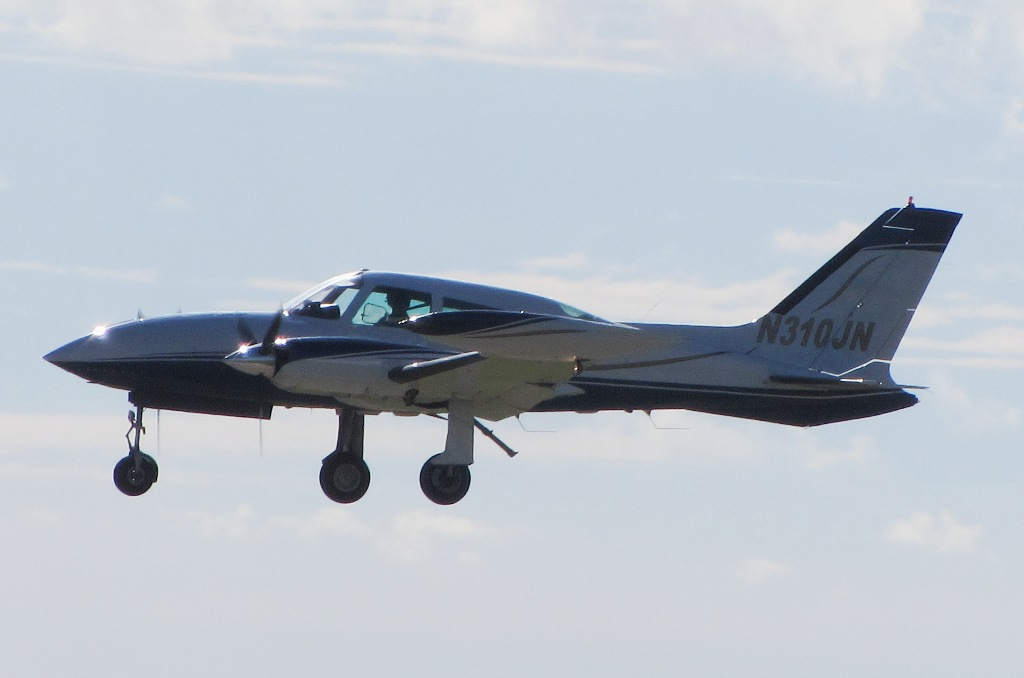
Cessna T310R de 1977.

En 1952, Cessna inició los trabajos de diseño de un nuevo monoplano ligero bimotor de cinco a seis plazas, denominado Cessna Model 310.
El prototipo realizó su primer vuelo el 3 de enero de 1953, y los aparatos de serie obtuvieron tanta aceptación que a principios de 1982 aún se vendía el modelo; ya en esa época la producción se elevaba ya a más de 5500 ejemplares. El prototipo, con una configuración de ala baja y tren de aterrizaje triciclo, estaba propulsado por motores Continental O-470 de 225 hp, motor desarrollado inicialmente para uso militar, bajo la designación E225. La instalación de ese motor en el Cessna 310 fue una de sus primeras aplicaciones civiles, en tanto que los aviones de las series iniciales utilizaron los más potentes IO-470, de 260 hp. 
Siguiendo la convención de nombres propia de Cessna, cada nueva versión a partir de la original era nombrada mediante una letra tras el número del modelo, con la que se identificaban los cambios introducidos. La primera actualización significativa de la serie 310 fue el 310C de 1959, que montaba unos motores Continental IO-470-D más potentes de 195 kW (260 hp). En 1960 fue presentado el 310D con un nuevo diseño de cola, y el 310F se caracterizó por añadir una ventanilla extra en cabina. El 320 Skyknight fue desarrollado a partir del 310F, montando motores turboalimentados TSIO-470-B, aire acondicionado, equipo de oxígeno estándar y una cuarta ventanilla en cabina. El Skyknight fue fabricado entre 1961 y 1969 (el 320E fue llamado Executive Skyknight), momento en que fue sustituido por el Turbo T310 de características similares.
El 310G presentaba nuevos depósitos de combustible, el 310K reemplazaba las dos ventanillas traseras por una única gran pieza de vidrio. Los subsiguientes desarrollos incluyen el 310Q y su versión turbo T310Q con parte trasera rediseñada con ventana superior, y las versiones finales 310R y T310R (turbo), identificables por sus morros alargados.

## Historia operacional

### Aplicaciones comerciales
El Cessna 310 fue un avión común en los servicios chárter de las principales compañías de aerotaxi que surgieron a raíz del "boom" de la aviación comercial, tras la Segunda Guerra Mundial. Las ventajas del Cessna 310 sobre sus contemporáneos, tales como el Piper Aztec, fueron su velocidad, los costes operativos y los posteriores kits de modificaciones a la venta, como el "Robertson STOL", que lo convirtió en una de las aeronaves más populares para vuelos a lugares extremos. Además, podía operar en pistas cortas, a la vez que transportar una carga útil de 907 kg (2000 lb).
Otros aviones competidores del Cessna 310 fueron el Beechcraft Baron, el Piper Seneca y algunos modelos del Aero Commander. 
A fecha de 2006, la mayoría de los Cessna 310 se encontraban realizando servicios de aerotaxi.

### Aplicaciones militares (U-3)
En 1957, la Fuerza Aérea de los Estados Unidos (USAF) seleccionó, tras una evaluación competitiva, una versión ligeramente modificada el Cessna 310 como aeronave ligera de transporte y enlace administrativo. La USAF compró 160 unidades del 310, designados como L-27A, y posteriormente U-3A. Entre 1960 y 1961 fueron entregados 36 U-3B con capacidad limitada todo tiempo, actualizados con motores más potentes, una ventanilla extra en cabina, morro alargado y cola rediseñada. Los pilotos se referían al U-3 como "Blue Canoe".

## Variantes

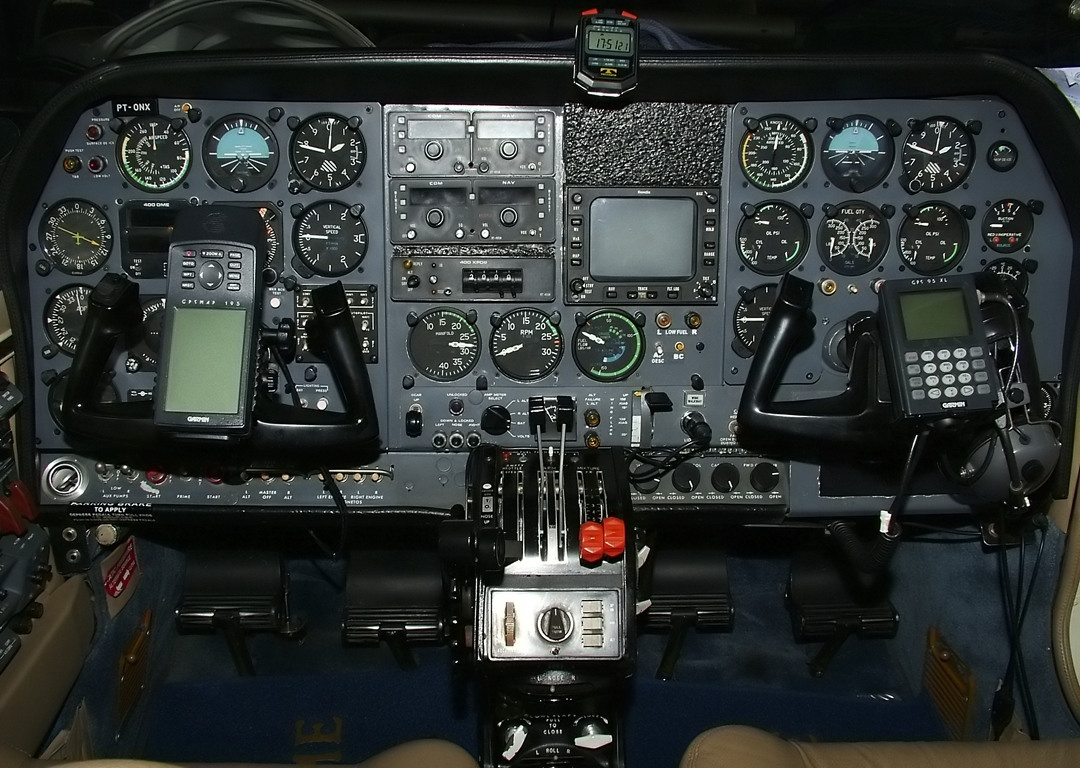
Cabina Cessna 310R

310
Variante de producción inicial, propulsada por dos motores con carburadores Continental O-470-B u O-470-M de 180 kW (240 hp), con peso máximo al despegue de 2100 kg; en producción los años de modelo 1955-57, 547 construidos.
310A
Versión militar del 310 para la Fuerza Aérea de los Estados Unidos, designado L-27A y más tarde U-3A; con motores Continental O-470-M y peso máximo al despegue de 2190 kg; 161 construidos.
310B
Modelo producido en 1958, con nuevo panel de instrumentos, motores O-470-M y peso máximo al despegue de 2100 kg; 225 construidos.
310C
Modelo producido en 1959, con motores de inyección de combustible Continental IO-470-D de 190 kW (260 hp) y peso máximo al despegue de 2190 kg; y cambios menores; 260 construidos. Coste unitario de 59 950 dólares en 1959.
310D
Primer modelo con cola vertical en flecha, otros cambios menores en detalle; 268 construidos en el año de modelo 1960.
310E
Versión militar del 310F, designado L-27B y más tarde U-3B; con peso máximo al despegue de 2260 kg; 36 construidos.
310F
Modelo producido en 1961, con ventana de cabina extra a cada lado, morro puntiagudo y otros cambios menores; peso máximo al despegue de 2190 kg; 155 construidos.
310G
Primer modelo con depósitos de punta alar inclinados de perfil delgado y cabina opcional de seis asientos, con peso máximo al despegue de 2260 kg y cambios en detalle, 156 construidos en 1962.
310H
Modelo producido en 1963 con peso máximo al despegue aumentado a 2300 kg e interior de cabina alargado.
E310H
Versión del 310H con el peso máximo al despegue de 2260 kg del 310G; total combinado de 148 310H y E310H construidos.
310I
Primer modelo con compartimentos de equipaje en la parte trasera de las góndolas, motores Continental IO-470-U y cambios menores en detalle; 200 construidos en 1964.
310J
Modelo producido en 1965 con cambios menores en detalle y peso máximo al despegue de 2300 kg.
310J-1
Versión del 310J certificado en la Categoría Utilitario; con peso máximo al despegue aumentado a 2340 kg; asientos limitados a cuatro en lugar de los seis del 310J; y límite de peso de equipaje reducido.
E310J
Versión del 310J con peso máximo al despegue reducido a 2260 kg; total combinado de 200 310J, 310J-1 y E310J construidos.
310K
Primer modelo con hélices tripala opcionales y grandes ventanas laterales "vista view"; y peso máximo al despegue de 2400 kg con motores IO-470-V o IO-470-VO; 245 construidos en 1966.
310L
Primer modelo con capacidad de combustible aumentada gracias a depósitos en las alas y depósitos opcionales en las góndolas, también parabrisas de una pieza, tren de aterrizaje rediseñado y cambios menores; 207 construidos en 1967.
310M
Designación revisada para el 310E.
310N
Modelo producido en 1968, con panel de instrumentos revisado y provisión para puerta de carga y combustible; 198 construidos.
310P
Modelo producido en 1969, con motores Continental IO-470-VO, aleta ventral y pata de morro más corta.
T310P
Versión del 310P con motores sobrealimentados Continental TSIO-520-B o TSIO-520-BB de 213 kW (285 hp) y peso máximo al despegue de 2400 kg; total combinado de 240 310P y T310P construidos.
310Q
Último modelo de morro corto, introducido en 1970, con peso máximo al despegue aumentado a 2400 kg y cambios en detalle, desde el avión número 401, equipado con techo de cabina trasero abultado con ventana de visión trasera.
T310Q
Versión del 310Q con motores sobrealimentados Continental TSIO-520-B o TSIO-520-BB y peso máximo al despegue aumentado a 2500 kg; total combinado de 871 310Q y T310Q construidos.
310R
Último modelo de producción, introducido en el año de modelo 1975, con motores Continental IO-520-M o IO-520-MB; hélices tripala como estándar; morro alargado conteniendo un compartimiento de equipaje; y peso máximo al despegue de 2500 kg.
T310R
Versión del 310R con motores sobrealimentados TSIO-520-B o TSIO-520-BB; total combinado de 1332 310R y T310R construidos.
310S
Designación original del Cessna 320.
320 Skyknight
Versión agrandada del 310F con seis asientos, cabina mayor y dos motores sobrealimentados; 110 construidos.
320A Skyknight
Primer modelo con depósitos de combustible inclinados y cambios menores; 47 construidos.
320B Skyknight
Primer modelo con compartimiento de equipaje en góndola, cambios menores; 62 construidos.
320C Skyknight
Modelo con cabina más larga, séptimo asiento opcional y cambios menores; 73 construidos.
320D Executive Skyknight
Modelo con ventanas traseras remodeladas y motores TSIO-520-B de 213 kW (285 hp); 130 construidos.
320E Executive Skyknight
Modelo con morro puntiagudo, parabrisas de una pieza, tren de aterrizaje modificado, peso máximo al despegue aumentado y cambios menores; 110 construidos.
320F Executive Skyknight
Modelo con cambios menores comparado con el 320E; 45 construidos.
L-27A
Designación militar estadounidense para el 310A, más tarde cambiada a U-3A.
L-27B
Designación militar estadounidense para el 310E/310M, más tarde cambiada a U-3B.
U-3A
L-27A redesignado en 1963.
U-3B
L-27B redesignado en 1963.
Colemill Executive 600
Conversión de modelos 310F a 310Q, reemplazando los motores con Lycoming TIO-540-J2BD de 260 kW (350 hp), propulsando hélices de cuatro palas.
Riley 65
Conversión ofrecida para los modelos 310 a 310G, reemplazando los motores con Continental O-470D o -470M de 179–194 kW (240-260 hp).
Riley Super 310
Conversión de Cessna 310/320 equipándolos con dos motores Continental TSIO-520J o 520N de 231 kW (310 hp).
Riley Turbostream
Conversión de Cessna 310 equipándolo con motores Lycoming de 350 hp.
Riley Rocket
Conversión de Cessna 310 equipándolo con motores Lycoming IO-540-A1A5 de 216 kW (290 hp) y más capacidad de combustible.
Riley Turbo-Rocket
Riley Rocket con cada motor equipado con turbocompresores fabricados por Riley. Velocidad de crucero aumentada de 406 km/h a 486 km/h.

## Operadores

### Civiles
El avión es popular entre las compañías chárter y regionales, y es operado por particulares y compañías.

### Militares
Argentina

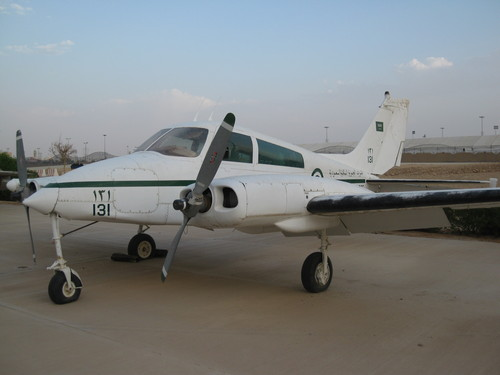
Cessna 310 de la Real Fuerza Aérea Saudí en Riad.

- Fuerza Aérea Argentina: Cessna 310 y 320.[40]

 Bolivia
 Colombia
- Fuerza Aérea Colombiana[41]

 República del Congo
 Estados Unidos
- Fuerza Aérea de los Estados Unidos: recibió 196 L-27A y L-27B (más tarde redesignados U-3A y B).[42]
- Ejército de los Estados Unidos: recibió 25 L-27A ex-USAF (más tarde U-3A) y al menos 13 L-27B (más tarde U-3B) desde 1960.[43]

 Francia
- Ejército del Aire francés: 12 operados.[40][44]

 Haití
- Fuerzas Armadas de Haití[40]

 Indonesia
- Fuerza Aérea del Ejército Nacional de Indonesia[40][45]
- Ejército Nacional de Indonesia[45]

 Irán
 Madagascar
- Fuerza Aérea de Madagascar: un 310R.[46]

 México
- Aviación Naval Mexicana[47]

 Perú
- Marina de Guerra del Perú[48]

 Filipinas
- Fuerza Aérea de Filipinas[49]

 Arabia Saudita
 Tanzania
- Fuerza Aérea de Tanzania[40][50]

 Uruguay
- Fuerza Aérea Uruguaya: un 310R.[51]

 Venezuela
- Armada Bolivariana (Venezuela)[52]

 Zaire
- Fuerza Aérea de Zaire[53]

## Accidentes e incidentes
- El 28 de octubre de 1959, un Cessna 310, que llevaba al revolucionario cubano Camilo Cienfuegos, desapareció sobre el Océano Atlántico en un vuelo nocturno de Camagüey a La Habana. Nunca se encontraron ni el avión ni el cuerpo de Cienfuegos.[54]
- El 26 de noviembre de 1962, un Saab Scandia 90A-1 (matrícula PP-SRA) de VASP en vuelo doméstico regular en Brasil, del Aeropuerto de Congonhas al Aeropuerto Santos Dumont colisionó en el aire, sobre la Municipalidad de Paraibuna, Estado de São Paulo, con un Cessna 310 de matrícula PT-BRQ en ruta de Río de Janeiro-Santos Dumont a Aeropuerto Campo de Marte. Ambos estaban volando en la misma aerovía en direcciones opuestas y no consiguieron tener contacto visual. Los dos aviones se estrellaron, muriendo los 23 pasajeros y tripulantes del Saab y los cuatro ocupantes del Cessna.[55][56]
- El 19 de julio de 1967, un Boeing 727 operando como Vuelo 22 de Piedmont Airlines colisionó con un Cessna 310 cerca de Hendersonville, North Carolina en los Estados Unidos, muriendo los 79 ocupantes del Boeing 727 y los tres del Cessna.[57]
- El 16 de octubre de 1972, los Congresistas estadounidenses Nick Begich de Alaska, y Hale Boggs de Luisiana, desaparecieron sobre Alaska volando un 310C durante un viaje de campaña.[58][59]
- El 29 de junio de 1989, el organista de conciertos Keith Chapman y si esposa murieron cuando su 310Q pilotado por Chapman se estrelló en las Sierra de la Sangre de Cristo de las Colorado Rockies, cuando volvían de una actuación en California.[60][61]
- El 19 de diciembre de 1992, el desertor cubano, mayor Orestes Lorenzo Pérez volvió a Cuba en un Cessna 310 de 1961 para rescatar a su esposa Vicky y sus dos hijos. Volando sin luces, a baja velocidad y a muy baja altitud para evitar los radares cubanos, Pérez recogió a su familia aterrizando en la autopista costera de la playa de Varadero, Provincia de Matanzas, a 150 km al este de La Habana y consiguió volver a salvo a Marathon (Florida).[62][63]

En julio de 2017, la Junta Nacional de Seguridad en el Transporte estadounidense había registrado 1787 incidentes de Cessna 310 desde el 12 de enero de 1964. Solo 436 de estos incidentes resultaron fatales.

## Especificaciones (Model 310 de 1956)
Referencia datos: 1956 Observers Book of Aircraft

### Características generales
- Tripulación: Uno (piloto)
- Capacidad: Cuatro pasajeros
- Longitud: 8,2 m (27 ft)
- Envergadura: 10,7 m (35 ft)
- Altura: 3,2 m (10,5 ft)
- Superficie alar: 16,3 m²[66]
- Peso vacío: 1293 kg (2849,8 lb)
- Peso máximo al despegue: 2087 kg (4599,7 lb)
- Planta motriz: 2× motor bóxer de seis cilindros refrigerado por aire con inyección de combustible Continental O-470-B.
  - Potencia: 180 kW (248 HP; 245 CV) cada uno.

### Rendimiento
- Velocidad máxima operativa (Vno): 354 km/h (220 MPH; 191 kt)
- Velocidad crucero (Vc): 330 km/h (205 MPH; 178 kt)
- Alcance: 1609 km (869 nmi; 1000 mi)
- Techo de vuelo: 6100 m (20 013 ft)
- Régimen de ascenso: 8,6 m/s (1693 ft/min)

## Aeronaves relacionadas

### Aeronaves similares
- Let L-200 Morava
- Beechcraft Baron
- Piper PA-23
- Piper PA-34 Seneca
- Beagle B.206

### Secuencias de designación
- Secuencia Numérica (interna de Cessna): ← 305 - 308 - 309 - 310 - 318 - 319 - 320 - 321 - 325 - 327 →
- Secuencia L-_ (Aviones de Enlace de las USAAF/USAF, 1942-1962): ← L-24 - L-25 - L-26 - L-27 - L-28
- Secuencia U-_ (Aviones Utilitarios estadounidenses, 1962-presente): U-1 - U-2 - U-3 - U-4 - U-5 - U-6 →